# Калуђер који је продао свој ферари
Калуђер који је продао свој ферари је бестселер Робина Шарме написан 1997. године. Представља најзначајније дело Робина Шарме и једна је од најутицајнијих књига за персонални развој.

## Радња
Калуђер који је продао свој ферари је прича о томе како да остварите своје снове и узмете судбину у своје руке. То је прича о врхунском адвокату Ђулијану Ментлу, кога је трка за успехом и новцем довела до скоро фаталног инфракта усред завршне речи у препуној судници. Таj блиски сусрет са смрћу натерао га је да размисли о свом животу, о томе чему заиста тежи и шта је суштина живота и среће. У потрази за тим одговорима одлази на једно необично путовање, у висине Хималаја међу мудраце Сиване, где започиње његов нов, једноставан живот пун ведрине.